# New Madrid County
New Madrid County is een county in de Amerikaanse staat Missouri.
De county heeft een landoppervlakte van 1.756 km² en telt 19.760 inwoners (volkstelling 2000). De hoofdplaats is New Madrid.